# Noordelijke waterlelie
De noordelijke waterlelie (Nymphaea candida) is een zaadplant uit de waterleliefamilie. De plant is inheems in stilstaand en langzaamstromend water in Eurazië. De soort bloeit van juli tot augustus. Het wordt soms beschouwd als een ondersoort van Nymphaea alba (Nymphaea alba L. subsp. candida (J. Presl) Korsh).

## Beschrijving
Het is een kruidachtige, overblijvende waterplant met een schuin opstaande, onvertakte wortelstok. De plant heeft tien tot twintig drijvende of ondergedoken bladeren van 9-20 cm breed. Deze zijn vliezig als ze jong zijn en opvallend opliggend geaderd aan de onderzijde als ze volwassen zijn. De nerven die naar de bladpunten lopen zijn duidelijk teruggebogen. De plant groeit optimaal in waterdiepten van ongeveer 60-80 cm.
De bloemen zijn bekervormig, ook bij zonnig weer: ze openen nooit geheel en de buitenste bloemdekbladen liggen nooit op het water (dit in tegenstelling tot de bloemen van Nymphaea alba, die stervormig wijd open gaan met op het water liggende buitenste bloemdekbladen). De stempelschijf is duidelijk kleiner dan het vruchtbeginsel, oranje en heeft zes tot tien stempelstralen.

## Taxonomie
De plant werd oorspronkelijk in 1882 beschreven door Jan Svatopluk Presl en Carl Borivoj Presl. Uit onderzoek is gebleken dat Nymphaea candida een allopolyploïd is, ontstaan uit een kruising van Nymphaea alba en Nymphaea tetragona.

## Synoniemen
- Castalia biradiata (Sommerauer) Hayek
- Castalia candida (C. Presl) Schinz & Thell.
- Castalia colchica Woronow ex Grossh.
- Castalia semiaperta (C. Klinggr. ) Fritsch
- Leuconymphaea candida (C. Presl) Kuntze
- Nymphaea alba (L) subsp. candida (J. Presl) Korsh.

## Verspreiding en habitat
De soort heeft een subcontinentaal-boreaal areaal waarvan het gesloten deel reikt van Polen, Tsjechië en Roemenië in het westen tot het grensgebied van Krasnojarsk en Jakoetië in Rusland. Buiten dit gesloten areaal is de soort gevonden in Noord- en Zuid-Duitsland, in Nederland (voornamelijk in het Drents-Friese grensgebied, de Drents-Groningse veenkoloniën en het centrale deel van het rivierengebied), België en zeer zeldzaam ook in Frankrijk.
De noordelijke waterlelie werd in Nederland pas ontdekt in 1979, namelijk in het Haarsteegse Wiel tussen Vlijmen en Heusden langs de Maas in Noord-Brabant. Uit herbariumonderzoek bleek dat ze al veel eerder was gevonden, namelijk in 1881 in Veendam, maar oude vondsten werden verward met de witte waterlelie (Nymphaea alba). De vindplaatsen in Nederland bevinden zich ruim buiten het aaneengesloten areaal dat pas begint ten oosten van de Oder in Polen. In Noord-Duitsland komt de soort geïsoleerd voor op de Lüneburger Heide en in het grensgebied met Tsjechië. Noordelijke waterlelie heeft een zeer beperkte capaciteit tot lange-afstandsverspreiding: alleen met rivieren weet de soort zich over grotere afstanden te verspreiden. Het maximale areaal in Noordwest-Europa is vermoedelijk tot stand gekomen aan het eind van het Pleistoceen door het afbuigen van de Siberische rivieren die geblokkeerd werden door de ijskappen, en reikte ooit tot Wales; hier zijn pollen gevonden van deze soort uit het Allerød-interstadiaal (13.900 tot 12.850 jaar geleden). Sindsdien is de soort teruggedrongen tot haar huidige areaal, waarbij de soort slechts kon overleven in geïsoleerde delen van het landschap die ongeschikt of onbereikbaar waren voor de veel concurrentiekrachtiger witte waterlelie. De hoofdverspreiding van de noordelijke waterlelie in Nederland ligt nu in de beekdalen aan de westrand van het Drentse Plateau, met name in de dalen van de Lende en de Tjonger, en in de Schoterlandse Compagnonsvaart. Daarnaast komt ze voor in het centrale rivierengebied. Op basis van deze historie wordt de soort wel beschouwd als ijstijdrelict.
Nymphaea candida prefereert matig voedselrijk, enigszins zuur, langzaam stromend tot stilstaand, ondiep, dystroof water, bijvoorbeeld in laaglandbeken en kanalen, in meren en vennen, met name in veengebieden. Het is kensoort van het Nymphaeetum candidae (Nymphaeion, Potametea).